# Jean Rameau
Pour les articles homonymes, voir Rameau.
 (mars 2024).
Si vous disposez d'ouvrages ou d'articles de référence ou si vous connaissez des sites web de qualité traitant du thème abordé ici, merci de compléter l'article en donnant les références utiles à sa vérifiabilité et en les liant à la section « Notes et références ».
Jean Rameau, nom de plume de Laurent Labaigt, né à Gaas le 19 février 1858 et mort à Cauneille le 21 février 1942, est un romancier et poète français membre des Hydropathes.

## Biographie
(mai 2023).

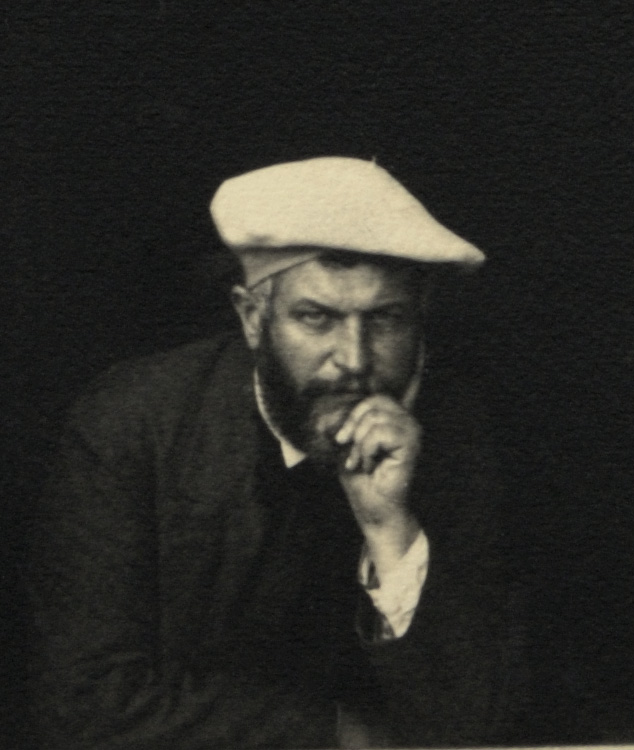
Jean Rameau en 1913, photographie anonyme.

Jean Rameau voit le jour en Chalosse, dans une famille de petits propriétaires paysans au milieu du XIXe siècle. Il apprécie très tôt « le magistral orchestre de la nature » gasconne et ceux, tels Guillaume du Bartas, Ansèlme ou Jean-Louis de Fromentières, qui en ont chanté avant lui « les symphonies en foin majeur ». À Bordeaux, puis à Paris, ce  « fils spirituel de Victor Hugo » (tel qu’il s’intitule lui-même) s’exerce à la littérature panthéiste. Il compose ainsi plus de 60 romans et 5 000 contes inspirés le plus souvent par son pays natal et qui, jusque vers les années 1920, obtiennent un réel succès.
Après la Première Guerre mondiale, au cours de laquelle son fils unique trouve la mort, il revient chez lui et aménage, tel un Rostand de Chalosse, sa ferme du Pourtaou en regard de l’Adour, « thébaïde rustique juchée sur le haut plateau de Cauneille », note René Violaines. « Que d’amour et de labeur ne représente ce Pourtaou pour l’édification duquel, durant plus de vingt ans, il devait, maniant tour à tour la truelle, le ciseau, le pinceau et le plantoir, se faire architecte, sculpteur, peintre et jardinier, laissant, dans une cavalcade forcenée, la bride sur le cou à tous ses dons nombreux et divers. » Laissons René Violaines poursuivre l’extraordinaire visite : dans le vaste hall d’entrée, « les murailles étaient tapissées de tableaux de maîtres : une Charité du Corrège, une Sainte Famille de Raphaël, une scène de genre de Fragonard, vingt autres. Des coffres de mariage basques, un lit clos breton formaient, sous le plafond aux solives peintes, une cour somptueuse à la cheminée monumentale. Au centre, une table ovale longue de 5 m, supportait une collection de précieuses antiquités. »
Dans le Salon des Poètes, Rameau mit à profit ses observations d’Arnaga, puisque, « sur des colonnes, entre des baies à plein cintre dispensant la lumière, il avait érigé les bustes de Cervantès, Dante, Hugo, Shakespeare » selon un dispositif identique à celui des jardins camboards. L’entrée de la librairie aux 10 000 volumes était défendue « par une porte cloisonnée, versicolore comme une enluminure ancienne : la porte des Empereurs. […] Au milieu d’une salle imposante, éclairée par vingt ouvertures, dont neuf dédiées aux Muses, se dressait, porté par de rouges piliers, un fronton triangulaire où la fantaisie du poète avait sculpté un amusant modelage en relief… Ce fronton constituait la porte de la Gloire. Celle-ci, entre l’Arc de Triomphe et le Panthéon, était symbolisée par une femme nue, distribuant des couronnes vers lesquelles se tendaient des mains vides, brandissant tous les attributs qu’honore le monde. » À proximité du Pourtaou, Jean Rameau avait aménagé sur un coteau voisin une construction à colonnes, la gloriette, coiffée d’une coupole et de la lyre du poète : le tombeau où repose le poète depuis 1942.
Jean Rameau était également passionné de photographie. Il photographiait sa famille, ses amis, ses visiteurs et ses domestiques mais aussi les paysans et les paysages de sa campagne des Landes jusqu'aux Pyrénées. Conscient de sa propre photogénie, il se mettait en scène lui-même arborant un élégant béret blanc. Il avait aménagé dans sa maison un laboratoire et faisait ses tirages lui-même.
De nombreux lieux portent son nom au Pays basque et dans les Landes, comme le parc Jean-Rameau de Mont-de-Marsan.
Il reçoit le prix Montyon de l’Académie française en 1891 pour Moune.

## Publications
- Poèmes fantasques (1883)
- Le Satyre, roman (1887)
- Fantasmagories, histoires rapides (1887)
- La Chanson des étoiles, poésies (1888)
- La Marguerite de 300 mètres, Ollendorff, 1890
- Possédée d'amour, roman (1890)
- Moune, roman (1890)
- Nature, poésies (1891)
- Simple, roman (1891)
- L'Amour d'Annette (1892)
- Mademoiselle Azur (1893)
- La Mascarade (1893)
- La Rose de Grenade (1894)
- L'Amant honoraire (1895)
- Yan (1895)
- Âme fleurie, roman (1896)
- Le Cœur de Régine, roman (1896)
- Les Féeries (1897)
- La Demoiselle à l'ombrelle mauve (1897)
- L'Ensorceleuse, roman (1897)
- La Montagne d'or, roman (1899)
- Plus que de l'amour, roman (1899)
- Le Dernier Bateau, roman (1900)
- Le Bonheur de Christiane (1900)
- Tendre folie, roman (1901)
- La Vierge dorée, roman (1901)
- Le Champion de Cythère, roman (1901)
- La Belle des belles, roman (1903)
- Le Roman de Marie (1903)
- La Jungle de Paris, roman (1904)
- Zarette, roman (1904)
- Brimborion, roman (1905)
- Les Chevaliers de l'au-delà, roman (1905)
- La Bonne Étoile, roman (1906)
- Du Crime à l'amour, roman (1906)
- Petite mienne, roman (1907)
- La Lyre haute, poésies (1911)
- La Route bleue (1912)
- Le Fuseau d'or, roman (1914)
- Les Mains blanches (1919)
- L'Amour merveilleux, roman (1921)
- L'Arrivée aux étoiles (essai vers l'au-delà), roman (1922)
- L'Ami des montagnes, roman (1922)
- L'Inoubliable (1923)
- Le Livre ardent. I. Aimer. II. Contempler. III. Rêver. IV. Se battre (1924)
- Le Roman du bonheur (1926)
- Les Aventures d'un poète. Mœurs du jour (1927)
- La Blonde et la Brune, roman (1929)
- Celle qu'on adore, roman (1929)
- La Passion de Nadaline, roman (1930)
- Flore, roman (1932)
- Badinages (vieux poèmes à forme fixe) (1939)
- Beauté, cent et un poèmes de Jean Rameau (1950)

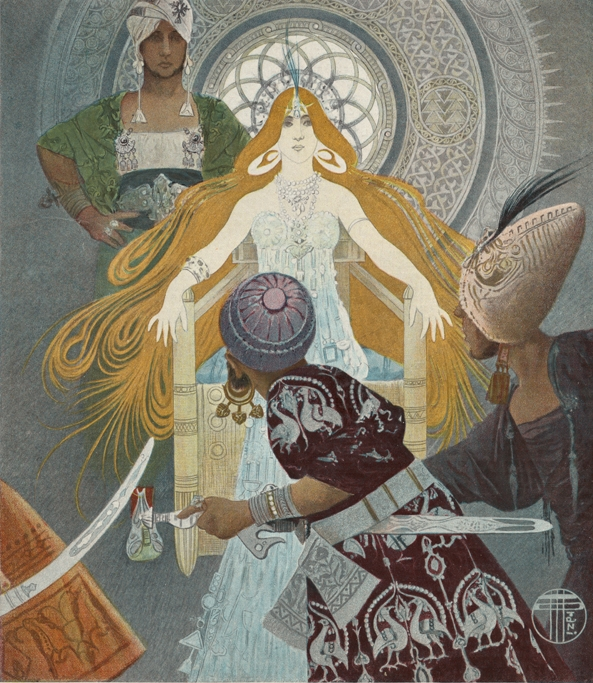
Illustration de Manuel Orazi pour La Belle sans nom, nouvelle de Jean Rameau parue dans Le Figaro illustré en janvier 1900.